# Нечаев, Александр Емельянович
Родился 6 марта 1831 г. в Твери, в купеческой семье. Купец 2-й гильдии., потомственный почётный гражданин. Владел мукомольной мельницей и несколькими лавками.
В структурах городского управления Твери занимал должности:
26 мая 1866-13 марта 1868 гг. - депутат по торговле в Твери и в губернском правлении;
с 9 февраля 1871 г. - гласный городской думы;
12 января 1872-4 июня 1873 гг. - исполняющий обязанности ("заступающий место") городского главы;
с 4 августа 1874 г. избран гласным уездного земского собрания на трёхлетний срок.
В 1875 г. Нечаев А. Е. был избран на  должность городского главы на четырёхлетний срок (1875-1879 гг.). По прошествии этого срока он  был переизбран на эту должность на срок 1879-1883 гг.
Будучи городским главой, Нечаев А. Е. также занимал другие должности:
с 4 апреля 1877 по 22 апреля 1880 гг. он был почётным попечителем тверского реального училища;
8 августа 1877 г. Нечаев А. Е. повторно избран гласным уездного собрания на трехлетний срок; в 1880 г. он избран на эту должность в третий раз.
2 декабря 1883 г. он подал в отставку с должности городского главы по болезни.
В 1887 г. был вновь избран на должность городского  главы, которую занимал с 1887 по 1889 гг.
8 марта 1886 г. Нечаев А. Е. утверждён членом учетного комитета отделения тверского государственного банка.
25 августа 1886 г. избран от Твери в уездное земское собрание на 3 года.
14 октября 1887 г. назначен почётным мировым судьёй тверского округа.
Кроме того, Нечаев А. Е. был членом совета благотворительного общества "Доброхотная копейка", попечительного совета Мариинской женской гимназии, реального училища; был избран в Совет Старейшин тверского городского общественного собрания.Активно жертвовал на благотворительность, своими средствами помогал восстановлению пострадавшего от бури Жёлтикового монастыря.
За годы, что Нечаев А. Е. был городским главой:
- в Твери было создано тверское городское общественное собрание;
- основано реальное училище;
- открыта Аваевская больница и т.д.
За свою деятельность Нечаев А. Е. был награждён:
8 августа 1877 г. 0 золотой медалью "За усердие" на Владимирской ленте;
26 сентября 1887 г. - орденом св. Станислава 1-й степени.